# Đại thoại Tây du
Tân Tây du ký hay Đại thoại Tây du (大話西遊, tiếng Anh: A Chinese Odyssey) là một cặp hai phim Hồng Kông của đạo diễn Lưu Trấn Vĩ phỏng theo bộ tiểu thuyết kinh điển Tây du ký của nhà văn Ngô Thừa Ân, cả hai bộ phim đều được công chiếu năm 1995 và nhận được phản ứng tích cực từ cả công chúng và giới phê bình.

## Phần một
Phần một của cặp phim có tựa đề Tây du ký phần 1: Nguyệt quang bảo hạp (西遊記第壹佰零壹回之月光寶盒, tiếng Anh: A Chinese Odyssey Part One: Pandora's Box). Phần một xoay quanh nhân vật Chí Tôn Bảo (Châu Tinh Trì), hậu thân của Tôn Ngộ Không, trong một lần tình cờ anh ta có được "nguyệt quang bảo hạp", một bảo vật giúp đưa con người trở về quá khứ, nhờ bảo vật này anh ta dần nhận ra số phận kiếp trước của mình là Tôn Ngộ Không bị Quan Âm trừng phạt vì bội nghĩa thầy trò với Đường Tăng.

### Nhân vật
- Châu Tinh Trì trong vai Chí Tôn Bảo, hậu thân của Tôn Ngộ Không và là bang chủ bang Lưỡi búa
- Ngô Mạnh Đạt trong vai Nhị Đương Gia, hậu thân của Trư Bát Giới và là thủ hạ của bang chủ bang Lưỡi búa
- La Gia Anh trong vai Đường Tam Tạng
- Lam Khiết Anh trong vai Xuân Tam Thập Nương hay Yêu nhền nhện, sư tỉ của Bạch Tinh Tinh
- Mạc Văn Úy trong vai Bạch Tinh Tinh hay Bạch Cốt Tinh, người đem lòng yêu Tôn Ngộ Không
- Lục Thụ Minh trong vai Ngưu Ma Vương, anh kết nghĩa của Tôn Ngộ Không
- Lưu Trấn Vĩ trong vai Bồ Đề Lão Tổ

### Nội dung
500 năm trước, Tôn Ngộ Không có âm mưu để Ngưu Ma Vương ăn thịt Đường Tăng và đánh cắp "nguyệt quang bảo hạp" nên bị Quan Âm trừng phạt. 500 năm sau, hậu thân của Ngộ Không là Chí Tôn Bảo trở thành bang chủ bang Lưỡi búa, băng cướp chuyên hành nghề tại vùng sa mạc. Trong một lần tình cờ Tôn Bảo gặp hai chị em yêu tinh Xuân Tam Thập Nương-Bạch Tinh Tinh và bị hai người bắt về Động Bàn Tơ cùng với thủ hạ của Tôn Bảo là Nhị Đương Gia. Tại đây Tôn Bảo nhặt được "nguyệt quang bảo hạp", bảo vật của Bàn Tơ Đại Tiên và quay trở lại quá khứ 500 năm trước.

## Phần hai
Phần hai của cặp phim có tựa đề Tây du ký phần kết: Tiên lý kì duyên (西遊記大結局之仙履奇緣, tiếng Anh: A Chinese Odyssey Part Two: Cinderella). Phần hai xoay quanh những sự kiện xảy ra với Chí Tôn Bảo sau khi anh ta trở về 500 năm trước bằng "nguyệt quang bảo hợp" và dần trở thành Tôn Ngộ Không thực sự.

### Nhân vật
- Châu Tinh Trì trong vai Chí Tôn Bảo và Tôn Ngộ Không
- Ngô Mạnh Đạt trong vai Trư Bát Giới
- La Gia Anh trong vai Đường Tam Tạng
- Giang Ước Thành trong vai Sa Tăng
- Chu Nhân trong vai Tử Hà tiên tử hay Bàn Tơ Đại tiên kiêm vai chị gái Tử Hà tiên tử là Thanh Hà tiên tử
- Lam Khiết Anh trong vai Xuân Tam Thập Nương hay Yêu nhền nhện
- Mạc Văn Úy trong vai Bạch Tinh Tinh hay Bạch Cốt Tinh
- Lục Thụ Minh trong vai Ngưu Ma Vương
- Thái Thiếu Phân trong vai Thiết Phiết công chúa, vợ của Ngưu Ma Vương
- Ngô Giác Cẩn trong vai Hương Hương công chúa, em gái của Ngưu Ma Vương
- Lưu Trấn Vĩ trong vai Bồ Đề đại ca

### Nội dung
Sau khi trở về quá khứ, Chí Tôn Bảo phát hiện ra rằng mình đang đứng trước Thủy Liêm Động, tại đây anh gặp Tử Hà tiên tử, một tiên nữ vi phạm phép tắc trên thiên giới nên bị đày xuống trần, cô có lời thề là bất cứ ai rút được thanh kiếm của mình thì sẽ trở thành chồng của cô. Tử Hà tiên tử quyết định đổi tên động thành Bàn Tơ Động, còn bản thân cô trở thành Bàn Tơ đại tiên. Dần dần Tôn Bảo nhận ra rằng mình chính là hóa thân của Tôn Ngộ Không và phải cùng Trư Bát Giới và Sa Ngộ Tĩnh tham gia bảo vệ Đường Tăng thoát khỏi Ngưu Ma Vương đi lấy kinh.

## Đánh giá
Sau khi công chiếu Tân Tây du ký đã nhận được đánh giá cao từ giới phê bình, tại Giải thưởng Điện ảnh Hồng Kông lần thứ 15, bộ phim có một số đề cử trong đó có hạng mục kịch bản và vai nam chính (cho Châu Tinh Trì) tuy nhiên tác phẩm đã không giành được bất cứ giải thưởng nào. Mặc dù vậy, Châu Tinh Trì đã giành giải Vai nam chính xuất sắc nhất của Hiệp hội Phê bình Điện ảnh Hồng Kông, đây là một trong những giải thưởng diễn xuất đầu tiên của ngôi sao phim hài này. Năm 2005 bộ phim đã được bình chọn xếp thứ 19 trong danh sách 100 phim tiếng Hoa hay nhất trong lịch sử.